# Giorgio Marconi
Giorgio Marconi (Milano, 18 luglio 1930 – Milano, 20 maggio 2024) è stato un gallerista italiano.

## Biografia
Abbandonò gli studi di Medicina all'Università degli Studi di Parma per riaprire il laboratorio di cornici del padre Egisto, corniciaio dei maggiori artisti italiani degli anni '30. Fu proprio il padre a presentare al figlio Giorgio gli artisti Enrico Baj, Valerio Adami, Arnaldo e Giò Pomodoro.
Tra le prime opere della sua collezione vi furono delle gouache di Mario Sironi, la cui vendita, avvenuta a prezzo di mercato, servì, col benestare di Sironi, a finanziare la trasformazione della corniceria in Studio e ad avviarne l'attività. Successivamente conobbe Lucio Del Pezzo, Hsiao Chin, Bepi Romagnoni e Mario Schifano.
Nel 1963 Werner Haftmann, all'epoca direttore di Documenta 3, andò a trovare Marconi nell'atelier di cornici e scelse le opere di Romagnoni e Adami da esporre alla manifestazione in una sala dedicata ai due artisti e a Joseph Beuys. Nel 1965 Marconi decise di aprire lo Studio Marconi, in un locale nel piano superiore all'atelier delle cornici in Via Tadino 15. Il nome fu suggerito da Emilio Tadini, per sottolineare l'aspetto di ricerca e sperimentazione. Lo spazio espositivo fu inaugurato con una mostra di quattro artisti italiani: Lucio Del Pezzo, Mario Schifano, Emilio Tadini e Valerio Adami. L'invito di quella mostra consistette in una scatola contenente i quadri esposti, riprodotti su un cartoncino tagliato a puzzle, idea provocatoria contro l'establishment artistico.
Lo Studio Marconi fu uno dei poli della Pop Art italiana, incentrata sulla "cultura alta", sulla storia dell'arte, portando avanti un discorso artistico.
Nel frattempo continuò a viaggiare, soprattutto a Londra: qui nacque un sodalizio con Robert Fraser e con gli artisti della Pop Art inglese, tra cui Hamilton, Paolozzi, Caufield, Hockney, Blake e Tilson. Nel marzo del 1966 si tenne una delle prime mostre in Italia di David Hockney, organizzata presso Studio Marconi e Galleria dell'Ariete di Beatrice Monti. Nella mostra vennero esposti lavori di Hockney manifestanti il suo interesse per i materiali trasparenti, e una ricerca pittorica sull'acqua in movimento.
Nel 1968 durante un viaggio a Parigi, grazie a Enrico Baj, conobbe Man Ray, con il quale strinse un forte rapporto di amicizia.
Oltre all'attività espositiva, lo Studio sviluppò in parallelo attività editoriale, nata grazie al clima culturale venuto a crearsi. Tra gli autori vi furono: Giulio Carlo Argan, Natalia Aspesi, Giorgio Bocca, Gillo Dorfles, Umberto Eco.
Lo Studio Marconi fu un punto d'incontro per molte personalità di spicco dell'epoca, considerato centro di innovazione nell'ambito artistico e culturale
Nel corso degli anni allo Studio Marconi furono allestite mostre di artisti come Mario Schifano, Arnaldo Pomodoro, Enrico Baj, Lucio Del Pezzo, Gianfranco Pardi, Piero Dorazio, Sonia Delaunay, Gianni Colombo, Alexander Calder, Louise Nevelson, Giuseppe Uncini, Giulio Paolini, Lucio Fontana, Mimmo Rotella, Valerio Adami, Bruno Di Bello, Hervé Télémaque, Joseph Beuys,  Christo, Aldo Spoldi.
Nel dicembre del 1992 lo Studio Marconi tenne la sua ultima mostra presentando l'artista cinese Hsiao Chin, che fu uno tra i primi ad avere una personale nei locali di Via Tadino nel 1967. Giorgio Marconi costituì una nuova società con il figlio Gió, interessandosi al lavoro degli artisti più giovani. Nacque così la Galleria Gió Marconi.
Nel 2004 Giorgio Marconi lasciò la galleria al figlio e creò la Fondazione Marconi per continuare a lavorare con i suoi artisti, per gestire le loro opere, per collaborare con le istituzioni e promuovere mostre importanti.
Morì a Milano il 20 maggio 2024 all'età di 93 anni.

## Premi e riconoscimenti
- Giorgio Marconi, Erettore Ascensionale di Arti ed Artifici, il 26 maggio 1983 a Milano, viene proclamato Cavaliere Ufficiale O.G.G. (Ordine Grande Giduglia) onorificenza consegnata dal Collegio di Patafisica e Ordine della Grande Giduglia, per mano del Presidente del consiglio superiore dei Gran Maestri dell'Ordine Enrico Baj.
- Montblanc de La Culture Arts Patronage Award, 2016, Peggy Guggenheim Venezia[24]
- Premio ANGAMC alla carriera, 3 febbraio 2018, Bologna[25]